# ГЕС Gànxīpō
ГЕС Gànxīpō (干溪坡水电站) — гідроелектростанція у центральній частині Китаю в провінції Сичуань. Знаходячись після ГЕС Jiǎojīpíng, входить до складу каскаду на річці Tiānquánhé, яка впадає ліворуч до Yingjing незадовго до приєднання останньої праворуч до Qingyi (в свою чергу, Qingyi приєднується ліворуч до Дадухе незадовго до устя останньої на правобережжі Міньцзян — великої лівої притоки Янцзи).
В межах проекту річку перекрили бетонною греблею висотою 23 метра та довжиною 135 метрів, яка утримує невелике водосховище з нормальним рівнем  поверхні на позначці 888 метрів НРМ.
Зі сховища через правобережний масив прокладено дериваційний тунель довжиною 6,9 км з діаметром 7,4 метра, котрий переходить у напірний водовід довжиною 0,46 км з діаметром 5,4 метра. В системі також працює вирівнювальний резервуар висотою 66 метрів з діаметром 27 метрів.
Основне обладнання станції становлять три турбіни типу Френсіс потужністю по 25 МВт, які забезпечують виробництво 353 млн кВт-год електроенергії на рік.